# Aphyosemion bivittatum
Aphyosemion bivittatum är en halvannuell art av växtlekare bland de äggläggande tandkarparna som först beskrevs av den svenska zoologen Einar Lönnberg vid Uppsala universitet, där också artens holotyp fortfarande bevaras. Denna 5 till 9 centimeter långa fisk förekommer vilt i Kamerun och Nigeria, men endast vid fem kända fyndorter och sammanlagt troligen färre än tio lokaliteter.

## Systematik
Tillsammans med cirka tio andra, närbesläktade arter i släktet Aphyosemion inräknades Aphyosemion bivittatum tidigare till undersläktet Chromaphyosemion, som i likhet med bland annat undersläktet Diapteron en tid under den senare delen av 2000-talet till och med upphöjdes till ett eget, suveränt släkte. Forskning har dock funnit att dessa taxon inte har giltig status som egna släkten, och samtliga av dem har åter blivit uppförda i modersläktet Aphyosemion. I äldre litteratur kan man emellertid fortfarande återfinna Aphyosemion bivittatum angiven under det idag felaktiga namnet Chromaphyosemion bivittatum.